# Lijst van nummer 1-hits in de Nederlandse Single Top 100 in 1976
Deze hits stonden in 1976 op nummer 1 in de Nationale Hitparade, de voorloper van de huidige Nederlandse Single Top 100.
| Nummer | Datum        | Artiest                           | Titel                           |
| ------ | ------------ | --------------------------------- | ------------------------------- |
| 113    | 3 januari    | Pussycat                          | Mississippi                     |
| 114    | 10 januari   | Queen                             | Bohemian rhapsody               |
|        | 17 januari   | Queen                             | Bohemian rhapsody               |
|        | 24 januari   | Queen                             | Bohemian rhapsody               |
| 115    | 31 januari   | André van Duin                    | Willempie                       |
|        | 7 februari   | André van Duin                    | Willempie                       |
|        | 14 februari  | André van Duin                    | Willempie                       |
| 116    | 21 februari  | Nazareth                          | Love hurts                      |
|        | 28 februari  | Nazareth                          | Love hurts                      |
|        | 6 maart      | Nazareth                          | Love hurts                      |
| 117    | 13 maart     | Pussycat                          | Georgie                         |
| 118    | 20 maart     | Anita Meyer                       | The alternative way             |
|        | 27 maart     | Anita Meyer                       | The alternative way             |
| 119    | 3 april      | ABBA                              | Fernando                        |
|        | 10 april     | ABBA                              | Fernando                        |
|        | 17 april     | ABBA                              | Fernando                        |
| 120    | 24 april     | Brotherhood of Man                | Save your kisses for me         |
|        | 1 mei        | Brotherhood of Man                | Save your kisses for me         |
| 121    | 8 mei        | Sammy Davis jr.                   | Baretta's theme                 |
|        | 15 mei       | Sammy Davis jr.                   | Baretta's theme                 |
| 122    | 22 mei       | John Miles                        | Music                           |
| 123    | 29 mei       | Julien Clerc                      | This melody                     |
|        | 5 juni       | Julien Clerc                      | This melody                     |
| 124    | 12 juni      | Don Mercedes en Bonnie St. Claire | Rocky                           |
|        | 19 juni      | Don Mercedes en Bonnie St. Claire | Rocky                           |
| 125    | 26 juni      | Sutherland Brothers & Quiver      | Arms of Mary                    |
|        | 3 juli       | Sutherland Brothers & Quiver      | Arms of Mary                    |
|        | 10 juli      | Sutherland Brothers & Quiver      | Arms of Mary                    |
|        | 17 juli      | Sutherland Brothers & Quiver      | Arms of Mary                    |
| 126    | 24 juli      | Peter Frampton                    | Show me the way                 |
|        | 31 juli      | Peter Frampton                    | Show me the way                 |
| 127    | 7 augustus   | Jesse Green                       | Nice and slow                   |
| 128    | 14 augustus  | The Manhattans                    | Kiss and say goodbye            |
|        | 21 augustus  | The Manhattans                    | Kiss and say goodbye            |
| 129    | 28 augustus  | ABBA                              | Dancing queen                   |
|        | 4 september  | ABBA                              | Dancing queen                   |
|        | 11 september | ABBA                              | Dancing queen                   |
|        | 18 september | ABBA                              | Dancing queen                   |
|        | 25 september | ABBA                              | Dancing queen                   |
|        | 2 oktober    | ABBA                              | Dancing queen                   |
|        | 9 oktober    | ABBA                              | Dancing queen                   |
| 130    | 16 oktober   | BZN                               | Mon amour                       |
|        | 23 oktober   | BZN                               | Mon amour                       |
| 131    | 30 oktober   | Tavares                           | Heaven must be missing an angel |
|        | 6 november   | Tavares                           | Heaven must be missing an angel |
|        | 13 november  | Tavares                           | Heaven must be missing an angel |
|        | 20 november  | Tavares                           | Heaven must be missing an angel |
|        | 27 november  | Tavares                           | Heaven must be missing an angel |
| 132    | 4 december   | ABBA                              | Money, money, money             |
|        | 11 december  | ABBA                              | Money, money, money             |
| 133    | 18 december  | Chicago                           | If you leave me now             |
|        | 25 december  | Chicago                           | If you leave me now             |